# Kubera

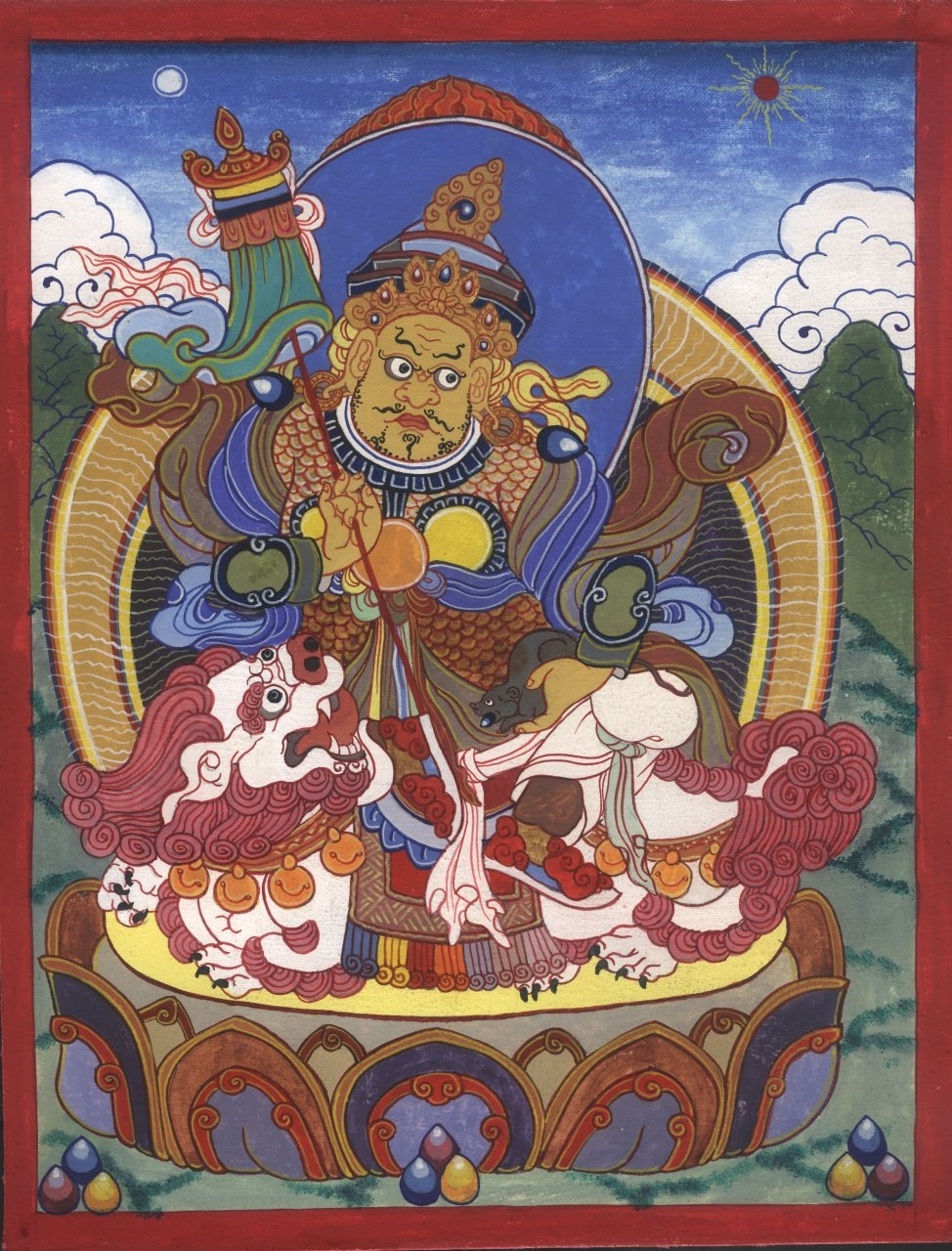
Buddista Kubera, thangka, tempera su cotone, 20x27cm, Otgonbayar Ershuu

Kubera o Kuvera (sanscrito कुबेर) è una delle divinità indiane. Egli è conosciuto anche come Dhanapati, ovvero il dio della ricchezza. 
Durante il periodo vedico questo essere mitologico dall'aspetto di un nano era considerato una figura demoniaca, e comandava tutte le creature che si celavano nel buio, nell'Atharvaveda (uno dei quattro Veda), infatti, egli è il signore delle creature del buio e figlio del dio Vaiśravaṇa; nel Śatapatha Brāhmaṇa, invece, egli è descritto come il signore dei ladri e di tutti i criminali. Fu soltanto con l'introduzione dell'induismo e con il suo consolidamento che Kubera divenne una divinità benevola, e addirittura uno degli otto guardiani del mondo. 

## Iconografia

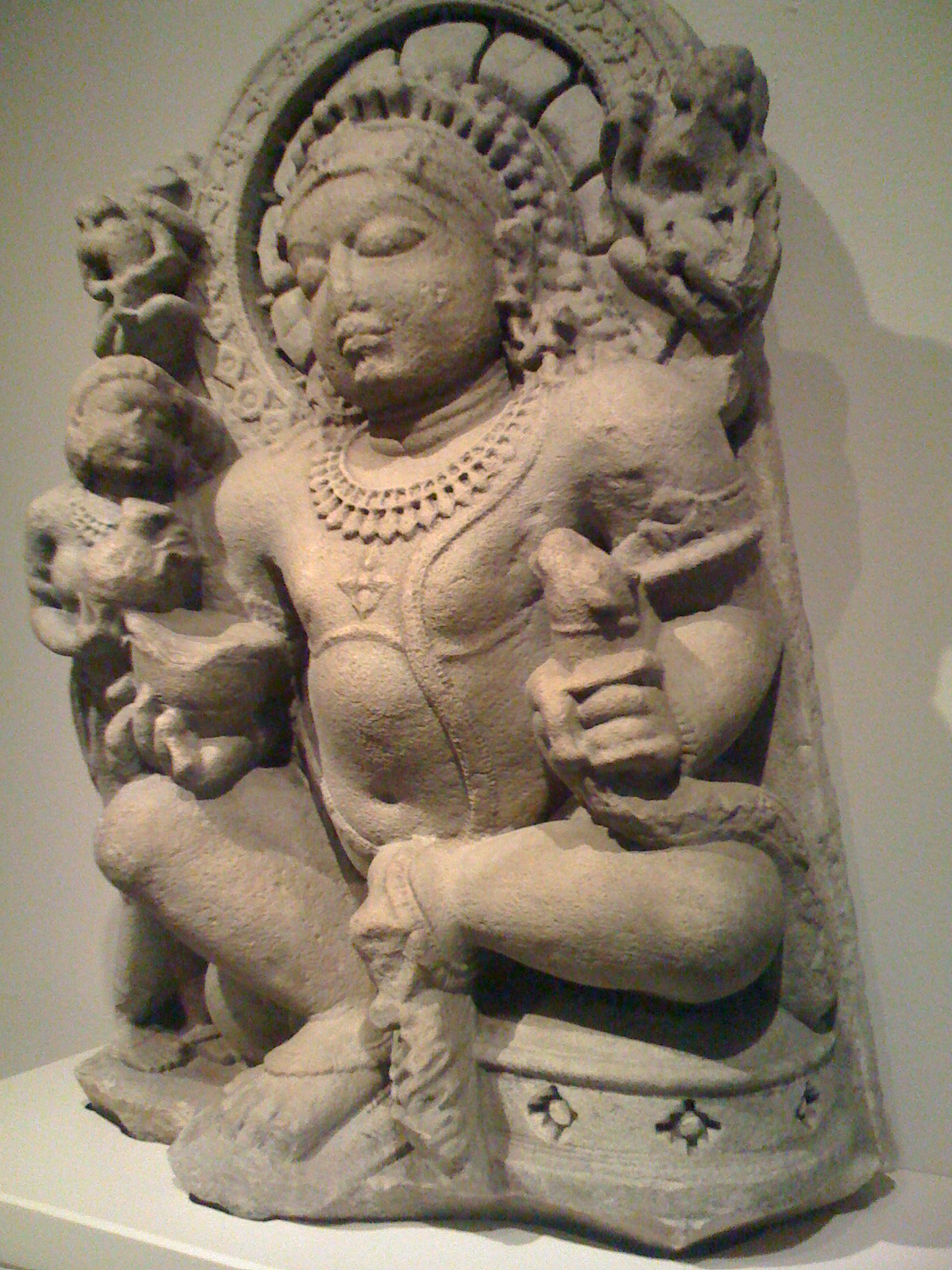
Fotografia di una statua del dio risalente al X secolo conservata presso il San Antonio Museum of Art.

Nell'olimpo induista egli è raffigurato a cavallo del suo carro magico, Pushpak, con il quale solca i cieli facendo piovere sui poveri oro ed altre ricchezze. Nelle raffigurazioni, Kubera ha 4 mani in cui tiene un melograno, un sacco di danaro, una clava e un recipiente d'acqua. Egli è spesso seduto su una base di loto, con al fianco il suo animale preferito, la mangusta, che sputa continuamente monete d'oro. Caratteristica peculiare di Kubera, è il magico carro, Pushpak, fatto costruire per ordine di Brahma da Vishvakarman, per soccorrere questo dio goffo e obeso; questo carro è così immenso da poter contenere una intera città. Quando il suo fratellastro Rāvaṇa cercò di rapire Sītā, consorte di Rama, egli rubò il carro di Kubera e lo usò per la sua malefatta narrata nel celebre poema epico Rāmāyaṇa. 

## Mitologia
Secondo la versione induista, quando Brahmā era intento a creare l'universo, gli cadde dal viso un granello di pietra, che si trasformò in un essere che elesse a custode dei tesori nascosti nel sottosuolo. Una seconda versione vuole che Kubera, ancora in veste di capo dei demoni, entrasse nel tempio di Śiva per derubarlo, quando la sua candela si spense, dopo numerosi tentativi di riaccenderla, ci riuscì, e lo stesso dio Siva, nel vedere tanta perseveranza lo premiò facendolo assurgere al rango di essere divino.
Secondo la storia visse per un certo tempo in un palazzo che Brahmā fece costruire per i demoni, che questi ultimi avevano abbandonato. Tornati per riprenderne possesso, inviarono con l'inganno al padre di Kubera una vergine-demone, di nome Kaikesi, che lo sedusse e con il quale concepì i tre fratellastri di Kubera, Rāvaṇa, Kumbhakarna e Vibhishana. È a causa di Ravana, divenuto invincibile grazie all'intervento di Brahma, a capo di un esercito di demoni, che Kubera viene infine sconfitto e cacciato da Lanka. Recatosi al cospetto di Brahma in persona, Kubera chiede una nuova dimora che il dio fece costruire apposta per lui ad opera dell'architetto degli dei Vishvakarman, sul sacro monte di Kailash, nella catena montuosa dell'Himalaya.
In qualità di tesoriere divino, Kubera è custode dei nove Nidhi, o tesori ineffabili che custodisce in una sontuosa città, Alakapuri, situata nel leggendario monte Mandara, menzionato nei Purāṇa. Nel suo compito di custode dei tesori del mondo, Kubera è aiutato dai mitici Kinnara, esseri celestiali di sesso maschile, e dalle loro corrispondenti femminili, le Kinnoris.